# Landkreis Rastatt
Der Landkreis Rastatt ist ein Landkreis in Baden-Württemberg. Er gehört zum Verband Region Karlsruhe im Regierungsbezirk Karlsruhe. Verwaltungssitz ist Rastatt.

## Geografie

### Lage

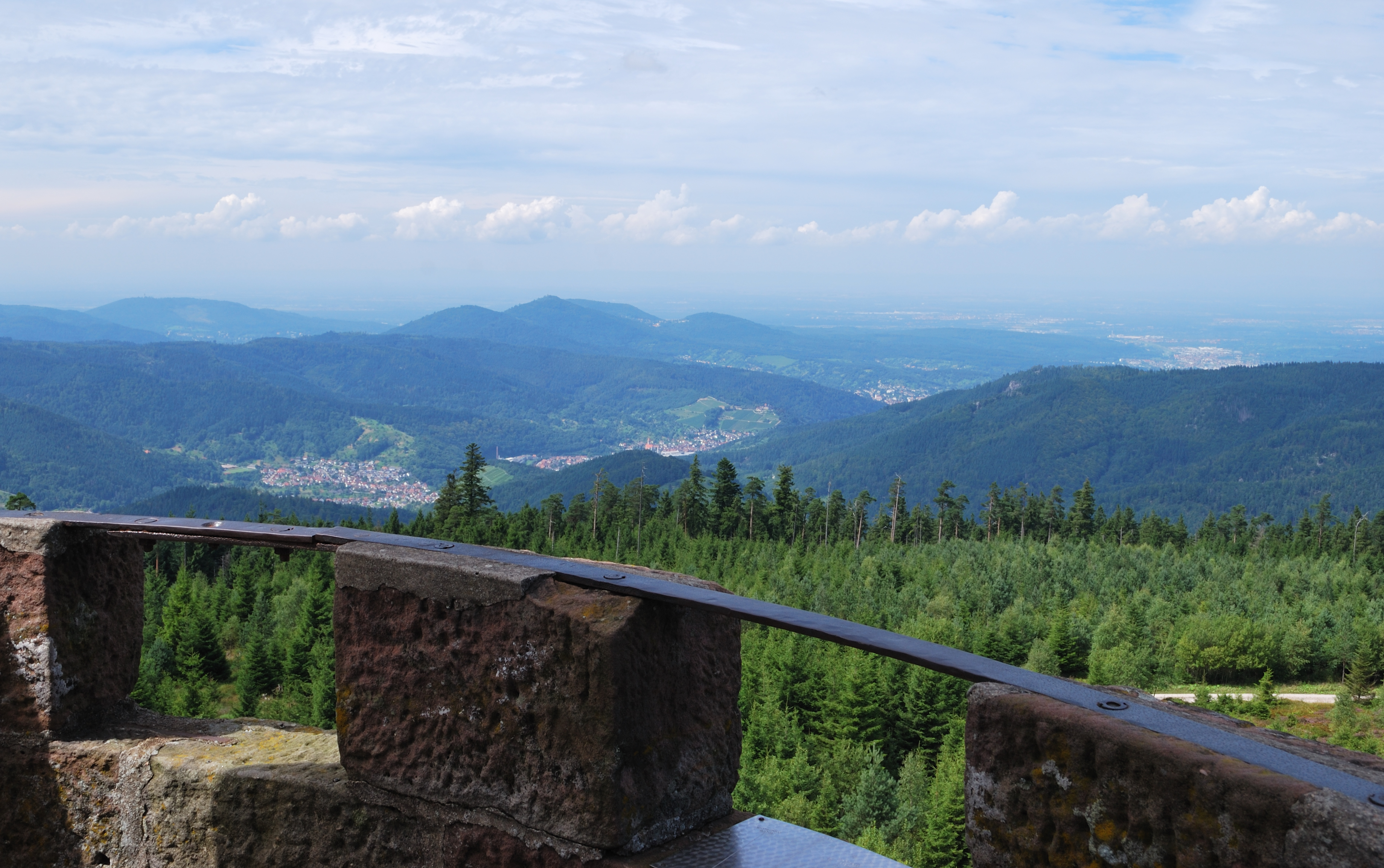
Blick vom Hohloh über das Murgtal zur Oberrheinischen Tiefebene

Der Landkreis Rastatt hat Anteil an der Oberrheinischen Tiefebene im Westen, am Nordschwarzwald im Osten sowie an der Vorbergzone an deren Übergang. Die stark bewaldete Mittelgebirgslandschaft des mittleren und unteren Murgtals bildet den östlichen Teil des Kreises. Die höchste Erhebung des Landkreises Rastatt ist der Hohe Ochsenkopf, dessen Gipfel 1054 m über dem Meer aufragt. Die höchste Erhebung des Nordschwarzwalds, die Hornisgrinde, liegt nur wenige Kilometer südlich der Kreisgrenze. Bei Au am Rhein verlässt der Rhein das Kreisgebiet auf einer Höhe von etwa 105 m über dem Meer.

### Nachbarkreise
Der Landkreis Rastatt grenzt, im Uhrzeigersinn im Norden beginnend, an die Landkreise Germersheim (in Rheinland-Pfalz), Karlsruhe, Calw, Freudenstadt und den Ortenaukreis sowie an Frankreich mit den dortigen Arrondissements Haguenau und Wissembourg innerhalb des Départements Bas-Rhin, wobei der Rhein im Westen die natürliche Grenze zu Frankreich und zu Rheinland-Pfalz bildet. Der Stadtkreis Baden-Baden bildet mit einer Fläche von 140,2 km² eine große und drei kleine Enklaven, die vollständig innerhalb des Kreisgebiets liegen. Andererseits hat der Landkreis drei kleine Exklaven im Stadtkreis Baden-Baden. Die größte von diesen beherbergt den Waldenecksee, die kleinste das ehemalige Kloster Fremersberg.

### Flächenaufteilung
Nach Daten des Statistischen Landesamtes, Stand 2015.

### Schutzgebiete
Der 2014 eingerichtete Nationalpark Schwarzwald liegt mit einem Fünftel seiner Fläche im Höhengebiet der Kreisgemeinden Forbach (Baden) und Bühl. Der Landkreis Rastatt besitzt 29 Naturschutzgebiete. Nach der Schutzgebietsstatistik der Landesanstalt für Umwelt, Messungen und Naturschutz Baden-Württemberg (LUBW) stehen 4026,61 Hektar der Kreisfläche unter Naturschutz, das sind 5,45 Prozent. Die 26 Landschaftsschutzgebiete im Landkreis sind zusammen 22.600 Hektar groß und nehmen damit über 30 Prozent des Kreisgebiets ein.

## Geschichte

### Bezirksamt Rastatt
In der Markgrafschaft Baden im 19. Jahrhundert sowie im von 1803 bis 1806 bestehenden Kurfürstentum Baden bestand das Oberamt Rastatt. Nachdem aus dem Kurfürstentum Baden 1806 das Großherzogtum Baden geworden war, gehörte das Oberamt Rastatt zur Provinz des Mittelrheins. Durch das Organisationsrescript vom 26. November 1809 wurde das Oberamt Rastatt im zwei Ämter aufgespalten. Zum Stadt- und ersten Landamt Rastatt kamen die Stadt Rastatt sowie unter anderem die Orte Haueneberstein, Hügelsheim, Iffezheim, Kuppenheim und Oos. Zum Zweiten Landamt Rastatt kam im Wesentlichen das Gebiet der heutigen Gemeinden Au am Rhein, Bietigheim, Bischweier, Durmersheim, Elchesheim-Illingen, Gaggenau, Muggensturm, Ötigheim und Steinmauern. Beide Ämter wurden dem neuen Murgkreis zugeordnet. 1819 wurden beide Ämter wieder zu einem Oberamt Rastatt vereinigt. Nach der Aufhebung des Murgkreises im gleichen Jahr gehörte das Oberamt Rastatt nun zum Murg- und Pfinzkreis. Ab 1832 gehörte das Amt zum Mittelrheinkreis und seit 1864 zum Kreis Baden im Landeskommissärbezirk Karlsruhe.
Am 1. Mai 1872 wurden die Gemeinden des aufgelösten Bezirksamts Gernsbach in das Bezirksamt Rastatt eingegliedert und am 1. Januar 1891 wechselte die Gemeinde Stollhofen aus dem Bezirksamt Rastatt zum Bezirksamt Bühl.
Im Rahmen der Auflösung des Bezirksamts Baden am 1. April 1924 wurden die Stadt Baden sowie die Gemeinden Balg, Ebersteinburg, Haueneberstein, Oos und Sandweier in das Bezirksamt Rastatt eingegliedert. Seit dem 1. September 1931 lautete der amtliche Name der Stadt Baden Baden-Baden. Am 1. Oktober 1936 kam auch die Gemeinde Malsch des aufgelösten Bezirksamts Ettlingen zum Bezirksamt Rastatt.

### Landkreis Rastatt
Seit dem 1. Januar 1939 hieß das Bezirksamt Rastatt Landkreis Rastatt. Am 1. April 1939 wechselte die Gemeinde Malsch aus dem Landkreis Rastatt in den Landkreis Karlsruhe. Am 29. Juni 1939 schied die Stadt Baden-Baden aus dem Landkreis Rastatt aus und bildete einen eigenen Stadtkreis.
Am 1. Januar 1972 wurde Ebersteinburg dem Stadtkreis Baden-Baden angegliedert. Am 1. April 1972 wurde Waldprechtsweier in den Landkreis Karlsruhe und der bis dahin zur Gemeinde Bernbach im Landkreis Calw gehörende Anteil des Ortes Moosbronn in die Stadt Gaggenau und damit in den Landkreis Rastatt umgegliedert.
Bei der Kreisreform wurde der (alte) Landkreis Rastatt am 1. Januar 1973 mit den meisten Gemeinden des Landkreises Bühl, drei Gemeinden des Landkreises Kehl und der ehemals württembergischen Gemeinde Loffenau des Landkreises Calw zum neuen Landkreis Rastatt vereinigt. Der Stadtkreis Baden-Baden blieb weiterhin erhalten, nachdem zuvor bereits in den 1950er Jahren erfolglos versucht worden war, ihn in den Landkreis zu integrieren. Baden-Baden ist somit heute der kleinste Stadtkreis in Baden-Württemberg.

### Einwohnerstatistik

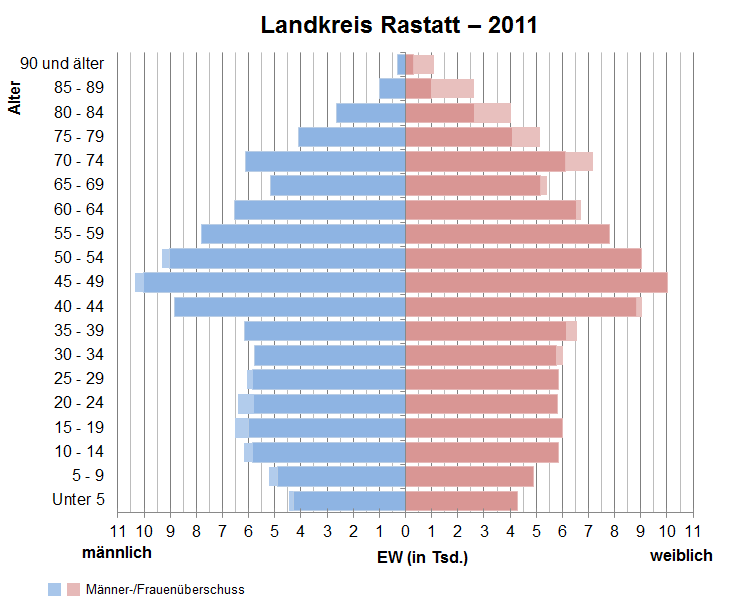
Bevölkerungspyramide für den Kreis Rastatt (Datenquelle: Zensus 2011)

Die Einwohnerzahlen sind Volkszählungsergebnisse (¹) oder amtliche Fortschreibungen des Statistischen Landesamts Baden-Württemberg (nur Hauptwohnsitze).
| Datum             | Einwohner |
| ----------------- | --------- |
| 31. Dezember 1973 | 189.637   |
| 31. Dezember 1975 | 188.535   |
| 31. Dezember 1980 | 189.114   |
| 31. Dezember 1985 | 190.062   |
| 25. Mai 1987 ¹    | 194.603   |
| 31. Dezember 1990 | 204.571   |

| Datum             | Einwohner |
| ----------------- | --------- |
| 31. Dezember 1995 | 218.982   |
| 31. Dezember 2000 | 223.328   |
| 31. Dezember 2005 | 228.408   |
| 31. Dezember 2010 | 226.789   |
| 31. Dezember 2015 | 227.474   |
| 31. Dezember 2020 | 232.091   |

### Konfessionsstatistik
Gemäß dem Zensus 2022 waren am 25. Mai 2022 44,1 % der Einwohner katholisch, 15,0 % evangelisch, und 40,9 % waren konfessionslos, gehörten einer anderen Glaubensgemeinschaft an oder machten keine Angabe.

## Politik
Der Landkreis wird vom Kreistag und vom Landrat verwaltet.

### Kreistag
Der Kreistag wird von den Wahlberechtigten im Landkreis auf fünf Jahre gewählt. Die Kommunalwahl am 26. Mai 2019 führte zum Ergebnis im rechts dargestellten Diagramm.

Die Kommunalwahl am 9. Juni 2024 führte zu folgender Sitzverteilung im Kreistag:
- Linke: 1
- Grüne: 7
- SPD: 11
- FLB: 1
- FW: 12
- FuR: 1
- FDP: 3
- CDU: 21
- AfD: 10

Wahlergebnisse vergangener Kreistags-Wahlen seit 1989
| Parteien und Wählergemeinschaften | Parteien und Wählergemeinschaften           | % 2019 | Sitze 2019 | % 2014 | Sitze 2014 | % 2009 | Sitze 2009 | % 2004 | Sitze 2004 | % 1999 | Sitze 1999 | % 1994 | Sitze 1994 | % 1989 | Sitze 1989 |
| CDU                               | Christlich Demokratische Union Deutschlands | 29,8   | 18         | 37,8   | 24         | 40,1   | 28         | 46,6   | 32         | 48,0   | 32         | 41,5   | 29         | 41,6   | 29         |
| GRÜNE                             | Bündnis 90/Die Grünen                       | 16,4   | 10         | 10,5   | 7          | 9,8    | 6          | 7,8    | 5          | 4,7    | 3          | 7,9    | 5          | 7,8    | 5          |
| SPD                               | Sozialdemokratische Partei Deutschlands     | 16,1   | 10         | 18,9   | 12         | 19,8   | 14         | 20,9   | 14         | 26,3   | 16         | 27,5   | 18         | 25,9   | 16         |
| AfD                               | Alternative für Deutschland                 | 08,3   | 05         | 4,3    | 3          | –      | –          | –      | –          | –      | –          | –      | –          | –      | –          |
| FDP                               | Freie Demokratische Partei                  | 04,6   | 03         | 3,6    | 2          | 7,2    | 4          | 4,9    | 3          | 4,1    | 2          | 4,6    | 2          | 4,2    | 2          |
| LINKE                             | Die Linke                                   | 01,0   | 01         | –      | –          | –      | –          | –      | –          | –      | –          | –      | –          | –      | –          |
| PIRATEN                           | Piratenpartei Deutschland                   | –      | –          | 0,4    | 0          | –      | –          | –      | –          | –      | –          | –      | –          | –      | –          |
| REP                               | Die Republikaner                            | –      | –          | –      | –          | –      | –          | –      | –          | 1,3    | 0          | 2,5    | 1          | 3,9    | 2          |
| FWG                               | Freie Wählergemeinschaft                    | 22,0   | 13         | 22,5   | 15         | 19,8   | 14         | –      | –          | –      | –          | –      | –          | –      | –          |
| WG                                | Wählervereinigungen                         | –      | –          | –      | –          | –      | –          | 19,3   | 13         | 15,6   | 10         | 16,0   | 11         | 16,6   | 10         |
| FuR                               | Für unser Rastatt                           | 01,9   | 01         | 2,0    | 1          | 1,9    | 1          | –      | –          | –      | –          | –      | –          | –      | –          |
| Sonst.                            | Sonstige                                    | –      | –          | –      | –          | –      | –          | 0,6    | 0          | –      | –          | –      | –          | –      | –          |
| Gesamt                            | Gesamt                                      | 100    | 61         | 100    | 64         | 100    | 67         | 100    | 67         | 100    | 63         | 100    | 66         | 100    | 64         |
| Wahlbeteiligung                   | Wahlbeteiligung                             | 56,4 % | 56,4 %     | 47,1 % | 47,1 %     | 48,7 % | 48,7 %     | 49,4 % | 49,4 %     | 53,1 % | 53,1 %     | 66,6 % | 66,6 %     | 63,9 % | 63,9 %     |

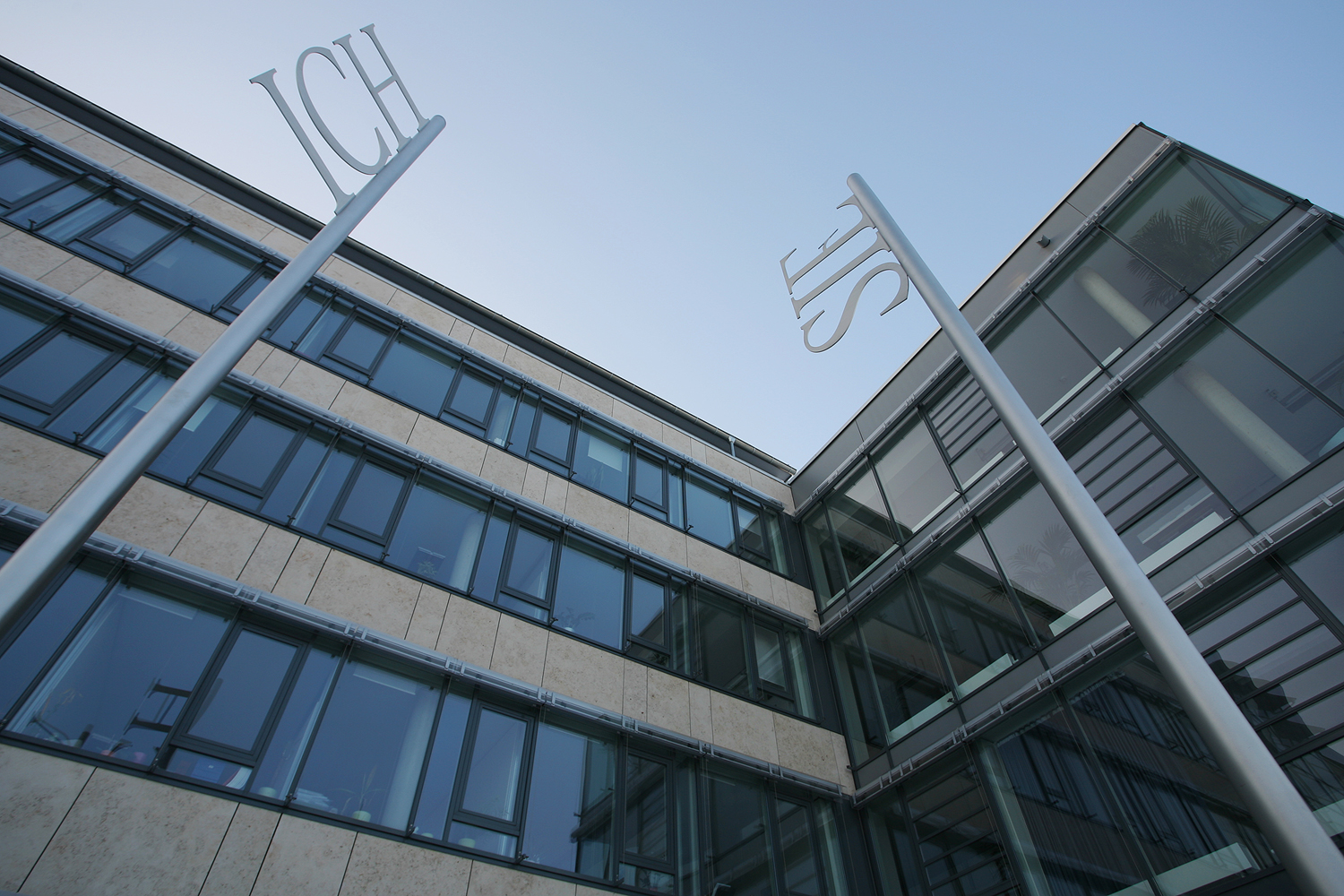
Das Landratsamt in Rastatt

- WG: Wählervereinigungen, da sich die Ergebnisse von 1989 bis 2004 nicht auf einzelne Wählergruppen aufschlüsseln lassen.

### Landrat
Der Kreistag wählt den Landrat für eine Amtszeit von acht Jahren. Dieser ist gesetzlicher Vertreter und Repräsentant des Landkreises sowie Vorsitzender des Kreistags und seiner Ausschüsse. Er leitet das Landratsamt und ist Beamter des Kreises. Zu seinem Aufgabengebiet zählen die Vorbereitung der Kreistagessitzungen sowie seiner Ausschüsse. Er beruft Sitzungen ein, leitet diese und vollzieht die dort gefassten Beschlüsse. In den Gremien hat er kein Stimmrecht. Sein Stellvertreter ist der Erste Landesbeamte.
Die Landräte des Landkreises Bühl seit 1945:
- 1945–1946: Jakob Hatz
- 1946–1951: Edwin Grüninger
- 1951–1971: Erwin Trippel
- 1971–1972: Josef Großmann

Die Oberamtmänner bzw. Landräte des Oberamts bzw. Bezirksamts bzw. Landkreises Rastatt seit 1803:
- 1803–1815: Josef Bendikt Spinner (1810–1815 beim Stadt- und Ersten Landamt)
- 1810–1815: Johann Baptist Schafheitlin (beim Zweiten Landamt)
- 1815–1816: Josef Odenwald
- 1816–1819: Emmerich Wilhelm Kirn
- 1819–1832: Karl Müller
- 1832–1844: Friedrich Theodor Schaaff (1848 Mitglied des Vorparlaments)
- 1844–1850: Gottlieb Friedrich Lang
- 1850:–1850 Adolf Schütt
- 1850–1855: Rudolf Graf von Hennin
- 1856–1871: Ludwig Schaible
- 1872–1874: Eduard Engelhorn
- 1874–1886: Karl Richard
- 1886–1889: Max Föhrenbach
- 1889–1891: Otto Beck[27]
- 1891–1899: Albert Muth
- 1899–1908: Oskar Frech
- 1908–1919: Karl Hoerst
- 1919–1924: Julius Guth-Bender
- 1924–1934: Alfred Tritscheler
- 1935–1938: Karl Müller
- 1938–1945: Paul Baer
- 1945–1947: Pius Uhrig
- 1947–1956: Wilderich Cuno
- 1956–1972: Erwin Burkard, CDU
- 1973–1989: Erich Würfel
- 1989–2005: Werner Hudelmaier, CDU
- 2005–2019: Jürgen Bäuerle, CDU
- 2019–2021: Toni Huber, CDU
- seit 2021: Christian Dusch, CDU

### Wappen und Flagge

Früheres Wappen des Landkreises Rastatt

Das Wappen des Landkreises Rastatt zeigt in geviertem Schild: 1 in Gold eine rote Weinleiter, 2 in Blau eine goldene Traube, 3 in Blau eine blau besamte, gefüllte goldene Rose mit grünen Kelchblättern, 4 in Gold ein roter Schrägbalken. Das Wappen wurde am 24. Mai 1974 vom Innenministerium Baden-Württemberg verliehen.
Die Wappenbilder symbolisieren zum einen die ehemaligen Herrschaften im Kreisgebiet, die Grafen von Eberstein („Ebersteinische Rose“) und die Markgrafen von Baden (roter Schrägbalken), zum anderen handelt es sich um wirtschaftliche Symbole (Traube und Weinleiter), die für den Obst- und Weinbau im Landkreis stehen. Die Weinleiter ist auch im Wappen der Kreisstadt Rastatt enthalten.
Der alte Landkreis Rastatt hatte vor 1973 ein anderes Wappen. Dieses zeigte in Gold einen roten Schrägbalken, begleitet oben von einer roten Weinleiter und unten von einer roten heraldischen Rose mit blauem Butzen und grünen Kelchblättern. Dieses Wappen, das vom Innenministerium Baden-Württemberg am 23. März 1964 verliehen worden war, führte somit zum Großteil bereits die Symbole des heutigen Wappens, lediglich die Weintraube wurde im neuen Wappen beigefügt.
Die Flaggenfarben des Landkreises Rastatt sind Rot-Gelb, es werden aber auch Flaggen mit der Farbfolge Gelb-Rot genutzt.

### Kreispartnerschaften
Der Landkreis Rastatt unterhält seit 1968 eine Partnerschaft mit der Stadt Vantaa in Finnland und seit 1996 mit der Provinz Pesaro und Urbino in Italien.

## Wirtschaft und Infrastruktur

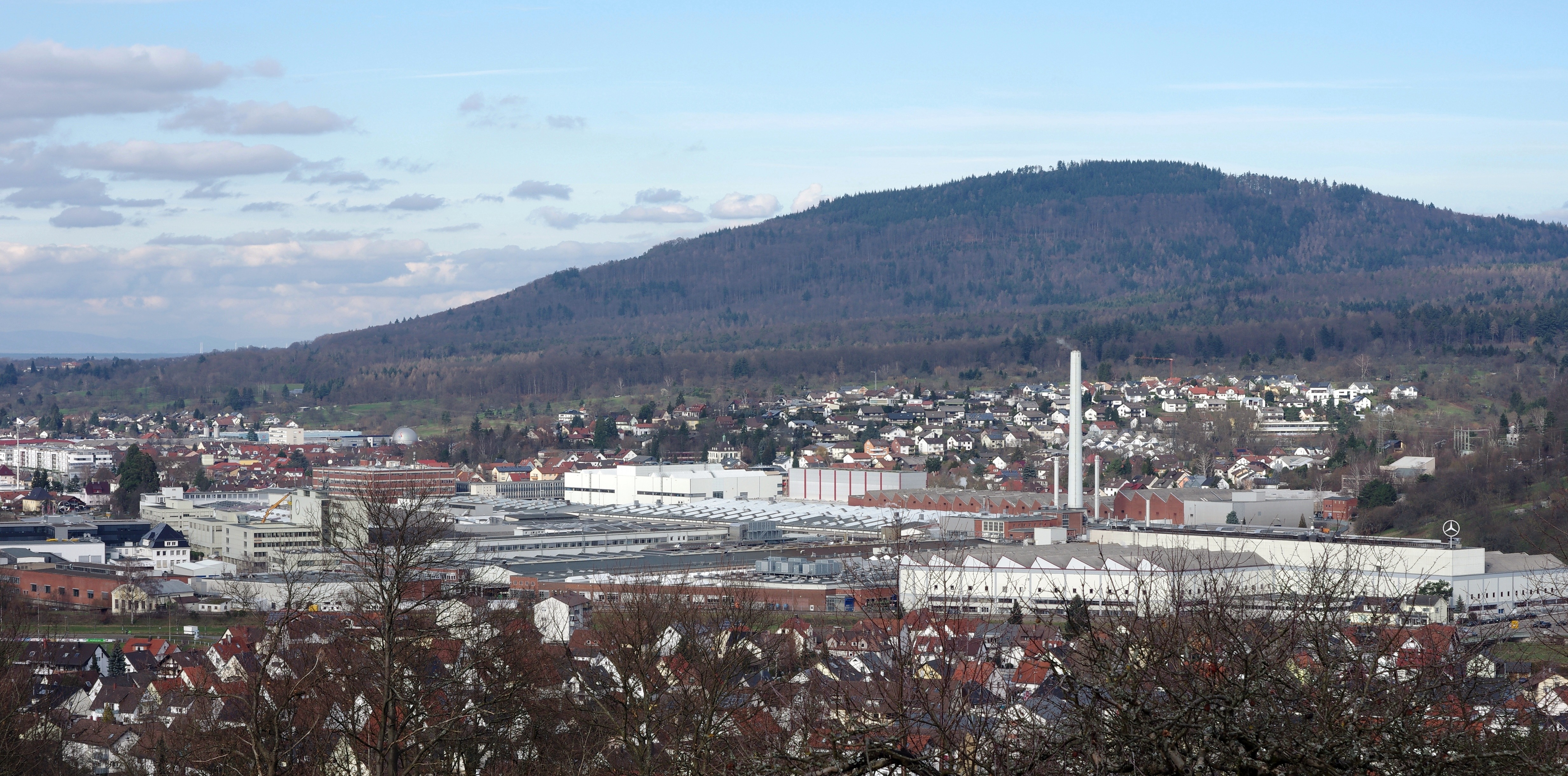
Mercedes-Benz-Werk Gaggenau

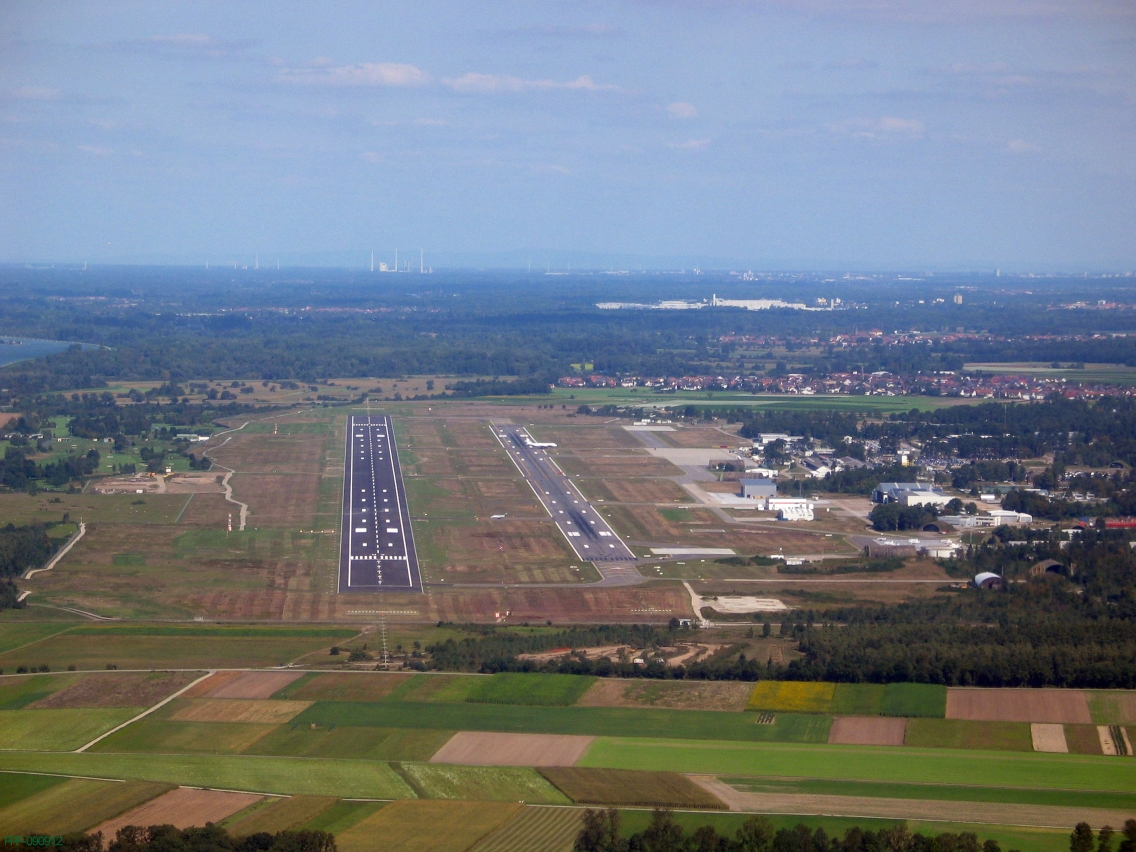
Anflug auf den Baden Airpark im September 2009, rechts im Hintergrund das Werk Rastatt der Daimler AG

Von den 79.653 sozialversicherungspflichtig beschäftigten Arbeitnehmern im Landkreis waren im Jahr 2007 40.754 im verarbeitenden Gewerbe tätig. Größter Arbeitgeber ist die Daimler AG mit großen Werken in Rastatt und Gaggenau, die zusammen etwa 13.000 Beschäftigte haben. Der Landkreis Rastatt ist Mitglied im Verband Technologieregion Karlsruhe.
Im Zukunftsatlas 2019 belegt der Landkreis Rastatt Platz 134 von 401 Landkreisen, Kommunalverbänden und kreisfreien Städten in Deutschland (nach Platz 106 im Jahr 2016) und zählt damit zu den Regionen mit „leichten Chancen“.

### Verkehr

#### Fernstraßen
Durch das Kreisgebiet führt die Bundesautobahn 5 Basel–Karlsruhe, mehrere Bundesstraßen, darunter die B 3 Basel–Karlsruhe, die B 36, die B 500 (beginnend an der Rheinstaustufe Iffezheim, von der Bühlerhöhe bis zum Kurhaus Sand als Schwarzwaldhochstraße) und die B 462 (Schwarzwald-Tälerstraße). Zahlreiche Landes- und Kreisstraßen erschließen außerdem den Landkreis.

#### Bahnverkehr
Ein wichtiger Bahnknotenpunkt ist in Rastatt (Bahnstrecke Mannheim–Rastatt, Rheintalbahn, Murgtalbahn und Bahnstrecke Steinbourg–Rastatt). Hinzu kommt die Stadtbahn Karlsruhe. Die Linien S 7 und S 71 führen von Karlsruhe auf verschiedenen Wegen über Baden-Baden und Bühl nach Achern, ins Murgtal die S 8 bzw. S 81. Die Ausbau- und Neubaustrecke Karlsruhe–Basel liegt in der Rheinebene. Bei Rastatt soll zukünftig der 4270 Meter lange Tunnel Rastatt den Durchgangsverkehr auf der Strecke aufnehmen. Der Anstich zum Bau der zwei Röhren erfolgte im Jahr 2016. Durch einen Tunneleinsturz während der Bauarbeiten an der Oströhre im August 2017 verzögert sich die Fertigstellung um mehrere Jahre und wird frühestens für 2026 erwartet.

#### Radverkehr
Durch den Landkreis Rastatt verlaufen die folgenden Alltagsrouten aus dem Radnetz Baden-Württemberg:
- Von Karlsruhe kommend über Durmersheim und Rastatt nach Baden-Baden (Stadtteil Oos) und weiter über Bühl Richtung Achern
- Von der Rheinfähre Plittersdorf über Rastatt, Kuppenheim, Gaggenau und Gernsbach Richtung Freudenstadt
- Von Rastatt über Muggensturm Richtung Ettlingen
- Von Kuppenheim nach Muggensturm.

Außerdem gibt es ein Radverkehrskonzept des Landkreises aus dem Jahr 2024.
Durch den Landkreis verlaufen die folgenden Landes-Radfernwege: 
- Der baden-württembergische Rheinradweg von Konstanz bis Mannheim ist Teil der rechtsrheinischen Variante des Rheinradwegs, der von der Quelle des Rheins am Oberalppass im Schweizer Kanton Graubünden bis zur Mündung bei Rotterdam führt. Im Landkreis Rastatt verläuft er von Helmlingen kommend bis Iffezheim dicht am Rhein entlang. Er führt über Plittersdorf und quert bei Steinmauern die Murg, danach führt er über Elchesheim-Illingen und Au am Rhein nach Neuburgweier. Der Radfernweg ist als Eurovelo-Route 15 (Rheinradweg)[33] und als D-Route 8 (Rhein-Route)[34] ausgewiesen.
- Der Badische Weinradweg[35] führt von Grenzach-Wyhlen am Hochrhein nach Laudenbach im Rhein-Neckar-Kreis, dabei werden sieben der neun badischen Weinanbaugebiete untereinander verbunden. Die Route verläuft von Lauf über Ottersweier nach Bühl und über Eisental und die Baden-Badener Stadtteile Neuweier, den Osten Steinbachs und Varnhalt nach Sinzheim. Wieder im Baden-Badener Stadtgebiet führt sie durch die Cité, Oos und Haueneberstein und weiter im Landkreis über Kuppenheim und Muggensturm Richtung Malsch.
- Der Naturpark-Radweg Schwarzwald Mitte/Nord führt rund um selbigen Naturpark und verläuft dabei ähnlich wie der Badische Weinradweg durch den Landkreis, aber von Eisental durch die Mitte Steinbachs nach Sinzheim und von Kuppenheim über Bad Rotenfels und Oberweier Richtung Malsch.

Der Landkreis Rastatt ist Mitglied der AGFK (Arbeitsgemeinschaft Fahrrad- und Fußverkehrsfreundlicher Kommunen) in Baden-Württemberg.

#### Luftverkehr
Ferner liegt auf dem Kreisgebiet (Gemeinde Rheinmünster, Ortsteil Söllingen) der Regionalflughafen Karlsruhe/Baden-Baden (Baden-Airpark), der mit etwa einer Million Fluggästen im Jahr der zweitgrößte Verkehrsflughafen Baden-Württembergs und einer der größten Regionalflughäfen Deutschlands ist.

### Kreiseinrichtungen
Der Landkreis Rastatt ist Schulträger des Wilhelm-Hausenstein-Gymnasiums Durmersheim, folgender Beruflichen Schulen: Gewerbeschule Bühl, Gewerbeschule Gaggenau – Carl-Benz-Schule –, Gewerbeschule Rastatt – Josef-Durler-Schule –, Gewerbeschule Gernsbach – Papiermacherschule – mit Papiermacherzentrum, Handelslehranstalt (Kaufmännische Schule) Bühl, Handelslehranstalt (Kaufmännische Schule) Rastatt, Elly-Heuss-Knapp-Schule (Hauswirtschaftlich-sozialpädagogische Schule) Bühl und Anne-Frank-Schule (Hauswirtschaftlich-sozialpädagogische Schule) Rastatt ferner folgender Sonderpädagogischer Bildungs- und Beratungszentren: Rheintalschule Bühl, Hildaschule Durmersheim, Erich-Kästner-Schule Gaggenau, Augusta-Sibylla-Schule Rastatt (alle Förderschwerpunkt Lernen), Pestalozzi-Schule Rastatt (Förderschwerpunkt geistige Entwicklung) und Astrid-Lindgren-Schule Iffezheim mit Schulkindergarten (Förderschwerpunkt Sprache). Außerdem unterhält der Landkreis Rastatt ein Kreismedienzentrum, das Medienzentrum Mittelbaden, das im gesetzlichen Auftrag Dienstleistungen für die Schulen im Stadtkreis Baden-Baden und Landkreis Rastatt wahrnimmt.
Der Landkreis Rastatt ist zusammen mit der Stadt Baden-Baden Gesellschafter der Klinikum Mittelbaden gGmbH mit Sitz in Baden-Baden. Diese führt die Stadtklinik Baden-Baden sowie die Kliniken und Pflegeeinrichtungen des Landkreises Rastatt und zwar die Kreiskrankenhäuser Bühl, Forbach und Rastatt, die Klinik für Geriatrische Rehabilitation Gernsbach, das Alters- und Pflegeheim Kuppenheim, das Erich-Burger-Heim Bühl, das Kreispflegeheim Hub und die beiden Pflegeheime Schafberg in Lichtental und Theresienheim Baden-Baden.

### PFC-Skandal
In der Mitte der 2000er Jahre gelangten im Landkreis Rastatt, hauptsächlich auf einem Streifen zwischen Rastatt und Bühl per- und polyfluorierte Chemikalien (PFC), insbesondere per- und polyfluorierte Alkylverbindungen (PFAS), in die Umwelt. Diese organischen Verbindungen konnten in mehreren Bodenproben und im Grundwasser nachgewiesen werden. Als Ursprung der PFCs wird Papierschlamm aus der hiesigen Papierindustrie vermutet, der kompostiert und auf landwirtschaftliche Felder ausgebracht worden war. Zwei Wasserwerke der Stadtwerke Rastatt mussten vorübergehend vom Versorgungsnetz genommen werden.

## Gemeinden
(Einwohner am 31. Dezember 2024)
| Städte 1. Bühl, Große Kreisstadt (28.608) 2. Gaggenau, Große Kreisstadt (29.529) 3. Gernsbach (14.405) 4. Kuppenheim (8224) 5. Lichtenau (5015) 6. Rastatt, Große Kreisstadt (50.741) Vereinbarte Verwaltungsgemeinschaften und Gemeindeverwaltungsverbände 1. Gemeindeverwaltungsverband „Nachbarschaftsverband Bischweier-Kuppenheim“ mit Sitz in Kuppenheim; Mitgliedsgemeinden: Stadt Kuppenheim und Gemeinde Bischweier 2. Vereinbarte Verwaltungsgemeinschaft der Stadt Bühl mit der Gemeinde Ottersweier 3. Gemeindeverwaltungsverband Durmersheim mit Sitz in Durmersheim; Mitgliedsgemeinden: Au am Rhein, Bietigheim, Durmersheim und Elchesheim-Illingen 4. Vereinbarte Verwaltungsgemeinschaft der Stadt Gernsbach mit den Gemeinden Loffenau und Weisenbach 5. Vereinbarte Verwaltungsgemeinschaft der Stadt Rastatt mit den Gemeinden Iffezheim, Muggensturm, Ötigheim und Steinmauern 6. Gemeindeverwaltungsverband Rheinmünster-Lichtenau mit Sitz in Rheinmünster; Mitgliedsgemeinden: Stadt Lichtenau und Gemeinde Rheinmünster 7. Vereinbarte Verwaltungsgemeinschaft der Gemeinde Sinzheim mit der Gemeinde Hügelsheim | Weitere Gemeinden 1. Au am Rhein (3368) 2. Bietigheim (6468) 3. Bischweier (3003) 4. Bühlertal (7764) 5. Durmersheim (11.780) 6. Elchesheim-Illingen (3262) 7. Forbach (4562) 8. Hügelsheim (4999) 9. Iffezheim (5219) 10. Loffenau (2491) 11. Muggensturm (6103) 12. Ötigheim (5110) 13. Ottersweier (6350) 14. Rheinmünster (6527) 15. Sinzheim (11.608) 16. Steinmauern (3201) 17. Weisenbach (2400) |  |

## Gemeinden vor der Kreisreform
Vor der Kreisreform am 1. Januar 1973 und der Gemeindereform gehörten zum (alten) Landkreis Rastatt seit 1938 insgesamt 45 Gemeinden, darunter die vier Städte Gaggenau, Gernsbach, Kuppenheim und die Kreisstadt Rastatt, die seit 1956 eine Große Kreisstadt ist.
Am 7. März 1968 stellte der Landtag von Baden-Württemberg die Weichen für eine Gemeindereform. Mit dem Gesetz zur Stärkung der Verwaltungskraft kleinerer Gemeinden war es möglich, dass sich kleinere Gemeinden freiwillig zu größeren Gemeinden vereinigen konnten. Den Anfang im alten Landkreis Rastatt machte die Gemeinde Rotenfels, die sich am 1. Januar 1970 mit der Stadt Gaggenau vereinigte. In der Folgezeit reduzierte sich die Zahl der Gemeinden stetig. Am 1. Januar 1972 wurde Ebersteinburg in den Stadtkreis Baden-Baden und am 1. April 1972 Waldprechtsweier in die Gemeinde Malsch (Landkreis Karlsruhe) eingegliedert. Beide Gemeinden verließen somit den Landkreis Rastatt. Die noch verbliebenen Gemeinden des alten Landkreises Rastatt gingen am 1. Januar 1973 im neuen vergrößerten Landkreis Rastatt auf, doch gab dieser am 1. Januar 1974 noch die Gemeinde Haueneberstein und am 1. Januar 1975 die Gemeinde Sandweier, die beide zum alten Landkreis Rastatt gehörten, an den Stadtkreis Baden-Baden ab.
Die größte Gemeinde des alten Landkreises Rastatt war die Große Kreisstadt Rastatt. Die kleinste Gemeinde war Freiolsheim.
Der alte Landkreis Rastatt umfasste zuletzt eine Fläche von 545 km² und hatte bei der Volkszählung 1970 insgesamt 143.150 Einwohner.

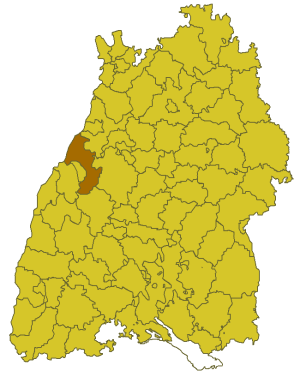
Landkreis Rastatt vor der Kreisreform

In der folgenden Tabelle wird die Einwohnerentwicklung des Bezirksamts Rastatt und alten Landkreises Rastatt bis 1970 angegeben.
| Datum              | Einwohner | Quelle |
| ------------------ | --------- | ------ |
| 1823               | 24.684    | [ 40 ] |
| 1834               | 28.938    | [ 41 ] |
| 1852               | 34.044    | [ 42 ] |
| 1871               | 55.040    | [ 43 ] |
| 1890               | 57.280    | [ 44 ] |
| 1910               | 70.126    | [ 45 ] |
| 1925               | 112.114   | [ 46 ] |
| 1933               | 114.323   | [ 46 ] |
| 17. Mai 1939       | 92.210    | [ 47 ] |
| 13. September 1950 | 93.027    | [ 47 ] |
| 6. Juni 1961       | 119.131   | [ 47 ] |
| 27. Mai 1970       | 143.150   | [ 47 ] |

Das Bezirksamt Rastatt wurde mehrfach vergrößert und der Landkreis Rastatt wurde 1939 durch das Ausscheiden von Baden-Baden  verkleinert.
In der folgenden Tabelle stehen die Gemeinden des alten Landkreises Rastatt vor der Gemeindereform. Bis auf Waldprechtsweier, das infolge der Eingliederung nach Malsch zum Landkreis Karlsruhe kam, sowie die drei in den Stadtkreis Baden-Baden eingegliederten Gemeinden¹ gehören alle Gemeinden auch heute noch zum Landkreis Rastatt.
| frühere Gemeinde          | heutige Gemeinde    | Einwohner am 6. Juni 1961 |
| ------------------------- | ------------------- | ------------------------- |
| Au am Rhein               | Au am Rhein         | 2.301                     |
| Au im Murgtal             | Weisenbach          | 716                       |
| Bermersbach               | Forbach             | 1.020                     |
| Bietigheim                | Bietigheim          | 4.596                     |
| Bischweier                | Bischweier          | 1.274                     |
| Durmersheim               | Durmersheim         | 6.351                     |
| Ebersteinburg¹            | Baden-Baden         | 950                       |
| Elchesheim                | Elchesheim-Illingen | 1.140                     |
| Forbach                   | Forbach             | 3.223                     |
| Freiolsheim               | Gaggenau            | 372                       |
| Gaggenau, Stadt           | Gaggenau            | 17.111                    |
| Gausbach                  | Forbach             | 1.120                     |
| Gernsbach, Stadt          | Gernsbach           | 6.446                     |
| Haueneberstein¹           | Baden-Baden         | 2.305                     |
| Hilpertsau                | Gernsbach           | 1.076                     |
| Hörden                    | Gaggenau            | 2.198                     |
| Hügelsheim                | Hügelsheim          | 1.195                     |
| Iffezheim                 | Iffezheim           | 3.067                     |
| Illingen                  | Elchesheim-Illingen | 1.010                     |
| Kuppenheim, Stadt         | Kuppenheim          | 4.391                     |
| Langenbrand               | Forbach             | 1.032                     |
| Lautenbach                | Gernsbach           | 612                       |
| Michelbach                | Gaggenau            | 1.830                     |
| Muggensturm               | Muggensturm         | 4.052                     |
| Niederbühl                | Rastatt             | 1.911                     |
| Oberndorf                 | Kuppenheim          | 635                       |
| Obertsrot                 | Gernsbach           | 1.438                     |
| Oberweier                 | Gaggenau            | 985                       |
| Ötigheim                  | Ötigheim            | 3.147                     |
| Ottersdorf                | Rastatt             | 1.615                     |
| Plittersdorf              | Rastatt             | 1.906                     |
| Rastatt, Große Kreisstadt | Rastatt             | 24.067                    |
| Rauental                  | Rastatt             | 912                       |
| Reichental                | Gernsbach           | 1.089                     |
| Rotenfels                 | Gaggenau            | 3.523                     |
| Sandweier¹                | Baden-Baden         | 2.368                     |
| Selbach                   | Gaggenau            | 1.051                     |
| Söllingen                 | Rheinmünster        | 708                       |
| Staufenberg               | Gernsbach           | 1.268                     |
| Steinmauern               | Steinmauern         | 1.820                     |
| Sulzbach                  | Gaggenau            | 985                       |
| Waldprechtsweier          | Malsch              | 1.025                     |
| Weisenbach                | Weisenbach          | 1.789                     |
| Wintersdorf               | Rastatt             | 1.229                     |
| Würmersheim               | Durmersheim         | 846                       |

## Kfz-Kennzeichen
Am 1. Juli 1956 wurde dem Landkreis bei der Einführung der bis heute gültigen Kfz-Kennzeichen das Unterscheidungszeichen RA zugewiesen.
Bis in die 1990er Jahre erhielten Fahrzeuge aus dem Altkreis Bühl Kennzeichen mit den Buchstabenpaaren LA bis ZZ und den Zahlen von 100 bis 999.
Im Rahmen der Kennzeichenliberalisierung ist als Wunschkennzeichen seit dem 9. Dezember 2013 das Unterscheidungszeichen BH des ehemaligen Landkreis Bühl erhältlich.